# Skrödesjön
Skrödesjön är en sjö i Heby kommun i Uppland och ingår i Dalälvens huvudavrinningsområde.